# Зламані бар'єри
«Зламані бар'єри» (англ. Broken Barriers) — американська драма режисера Реджинальда Баркера 1924 року. Фільм вважається втраченим.

## Сюжет
Грейс Дюрленд — молода дебютантка, яка змушена покинути коледж, коли її батько збанкрутував. Працюючи вона закохується в одруженого Ворда Трентона. Зла дружина Ворда відмовляється надати йому розлучення. Але вона передумує, коли він потрапляє в автомобільну аварію.

## У ролях
- Джеймс Кірквуд — Ворд Трентон
- Норма Ширер — Грейс Дюрленд
- Адольф Менжу — Томмі Кемп
- Мей Буш — Ірен Кірбі
- Джордж Фосет — містер Дюрленд
- Маргарет МакВейд — місіс Дюрленд
- Роберт Егнью — Боббі Дюрленд
- Рут Стоунхаус — Етель Дюрленд
- Роберт Фрейзер — Джон Мур
- Вініфред Брайсон — місіс Ворд Трентон
- Віра Рейнольдс — Сейді Дентон
- Едіт Чепман — Бойла Рейнольдс
- Джордж Кува — Чанг
- Ерік Мейн